# 喬木 (隆慶進士)
喬木（1529年—1595年），字伯梁，號玄洲，直隸松江上海縣人，竈籍，明朝政治人物。

## 生平
为诸生時，每逢考試，皆獨佔鰲頭。倭寇攻城，以诸生守城，发礟石殪死甚众。嘉靖四十年（1561年）辛酉科應天府鄉試第七十名舉人。隆慶二年（1568年）中式戊辰科會試第二十五名，二甲第二十七名進士。授安吉州知州，州当贡栗木，上言明主奈何以口实累民，请罢贡，覆报可。升潞安府同知，擢佥宪河南。丁忧归，萬曆九年（1581年）五月，复原职，备兵井陉，茨沟营卒多乌合，跳而盗礦，不可迹，乃选土著八百人充伍，渐汰诸募者，盗以是息。岁祲，以便宜发粟，全活甚众。迁福建右参议。萬曆十四年（1586年）升云南副使，解组归。卒年六十七。

## 家族
曾祖喬經；祖父喬晟；父喬鏜，冠帶監生。母儲氏。慈侍下。弟喬本（监生）、喬彬、喬梧。子喬拱璧，万历三十五年进士。